# Shirley Temple
Shirley Temple Black (nhũ danh Temple, 23 tháng 4 năm 1928 – 10 tháng 2 năm 2014) từng là ngôi sao nhí, nữ diễn viên điện ảnh người Mỹ, nguyên đại sứ Hoa Kỳ tại Ghana và Tiệp Khắc. Bà còn là nữ diễn viên nhỏ tuổi nhất trong lịch sử điện ảnh đoạt tượng vàng Oscar.
Bà là hình tượng diễn viên nhí tiêu biểu đầu tiên của nước Mỹ thập niên 30, và sau này trở thành nhà ngoại giao. Bà nổi tiếng từ năm lên 6 với vai diễn trong Bright Eyes năm 1934, và đóng vai chính trong loạt phim đã đưa bà lên vị trí một trong những ngôi sao nhí danh tiếng nhất nước Mỹ trong suốt thời kì Đại khủng hoảng.
Những năm sau này, bà trở thành một nhà ngoại giao và là đại sứ Mỹ tại một số nước.
Năm 1999, Viện phim Mỹ đã xếp Shirley Temple trong số những huyền thoại màn bạc vĩ đại nhất mọi thời đại, vị trí thứ 18.

## Tuổi thơ
Shirley Jane Temple sinh ra tại Santa Monica, California. Bà là con gái của bà Gertrude Amelia Temple (nhũ danh Krieger) làm nội trợ và ông George Francis Temple là nhân viên ngân hàng. Gia đình bà có nguồn gốc từ Anh, Đức, và Hà Lan. Shirley có hai anh em trai là George Francis, Jr. và John Stanley.
Mẹ Shirley rất ủng hộ việc cho con gái theo học ca hát, khiêu vũ và diễn xuất nên đến tháng 9 năm 1931 đã đăng ký cho Shirley vào Đoàn kịch Meglin Kiddies ở Los Angeles, California khi lên 3 tuổi. Sau này, Shirley còn được mẹ cho uốn tóc quăn thành lọn giống với ngôi sao điện ảnh Mary Pickford trong các phim câm thời bấy giờ.
Vào tháng 1 năm 1932, năm 4 tuổi, Shirley gia nhập hãng phim Educational Pictures sau một cuộc thi tìm kiếm tài năng tại trường múa Meglin. Bà xuất hiện trong một loạt phim ngắn gồm "Baby Burlesks"  và "Frolics of Youth" vào vai Mary Lou Rogers, con gái một gia đình ở ngoại ô.
Để bảo đảm chi phí sản xuất cho Educational, Temple và các ngôi sao nhí của hãng còn tham gia đóng quảng cáo bánh ngũ cốc ăn sáng và nhiều sản phẩm khác. Tên tuổi của Shirley đã trở thành thương hiệu cho nhiều sản phẩm thương mại như búp bê, thức ăn, quần áo, thời trang trẻ em... Bà được hãng Tower Productions mượn để tham gia đóng vai chính đầu tiên trong phim ngắn Red-Haired Alibi năm 1932 và năm 1933 lần lượt là Universal Paramount, rồi Warner Bros. trong vai diễn khác nhau.

## Hãng phim Fox

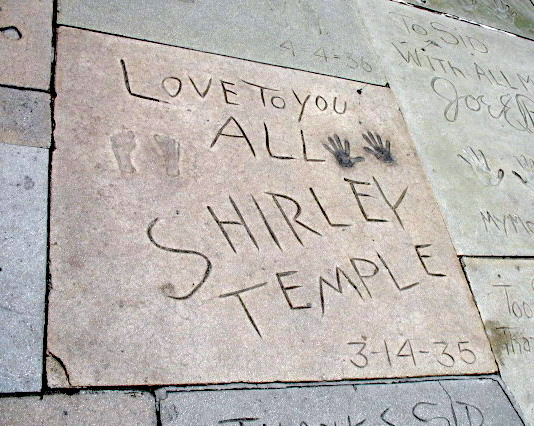
Dấu tay và chân của Temple tại rạp Grauman's Chinese Theater

Hãng phim Educational Pictures tuyên bố phá sản vào năm 1933 nên Temple đã ký hợp đồng với hãng sản xuất phim Fox vào tháng 2 năm 1934 1934. Bà tham gia những vai nho nhỏ và được hai hãng phim Paramount và Warner Bros mời đóng các cảnh ngắn. Tháng 4 năm 1934, vai diễn đột phá của Shirley trongStand Up and Cheer! đã tạo nên thành công lớn.